# Санкт-Галлен (кантон)
Санкт-Галлен (нім. Sankt Gallen) — німецькомовний кантон на північному сході Швейцарії. Адміністративний центр — місто Санкт-Галлен.

## Географія
Площа — 2026 км² (6-те місце серед кантонів).
Кантон розташований на північному сході Швейцарії і обмежений з півночі Боденським озером, на сході — долиною Рейна. По Рейну він межує з Австрією і Ліхтенштейном. На півдні кантон Санкт-Галлен обмежений кантонами Граубюнден, Гларус і Швіц. На заході лежать кантони Цюрих і Тургау.
Два напівкантони Аппенцелль-Іннерроден та Аппенцелль-Ауссерроден повністю оточені землями кантону Санкт-Галлен.
Головні річки кантону — Рейн, Тур, Лінт і Зеец. У долині Рейну і по березі Констанцського озера рівнинний рельєф, на півдні переходить до гористих областей Альп. Приблизно одна третина площі кантону (620 км²) — лісиста місцевість, тоді як майже половина (979 км²) використовується для сільського господарства. 278,6 км² площі сільськогосподарських угідь є альпійськими пасовищами.
Висота вище за рівень моря змінюється від 398 м (Боденське озеро) до 3251 м (гора Рінгельшпітц). Кантон включає частини Боденського озера (54 км²), Валензее (більше 18 км²) і Цюрихського озера (10 км²), а також декількох маленьких озер, що повністю знаходяться в межах території кантону.

## Адміністративний поділ

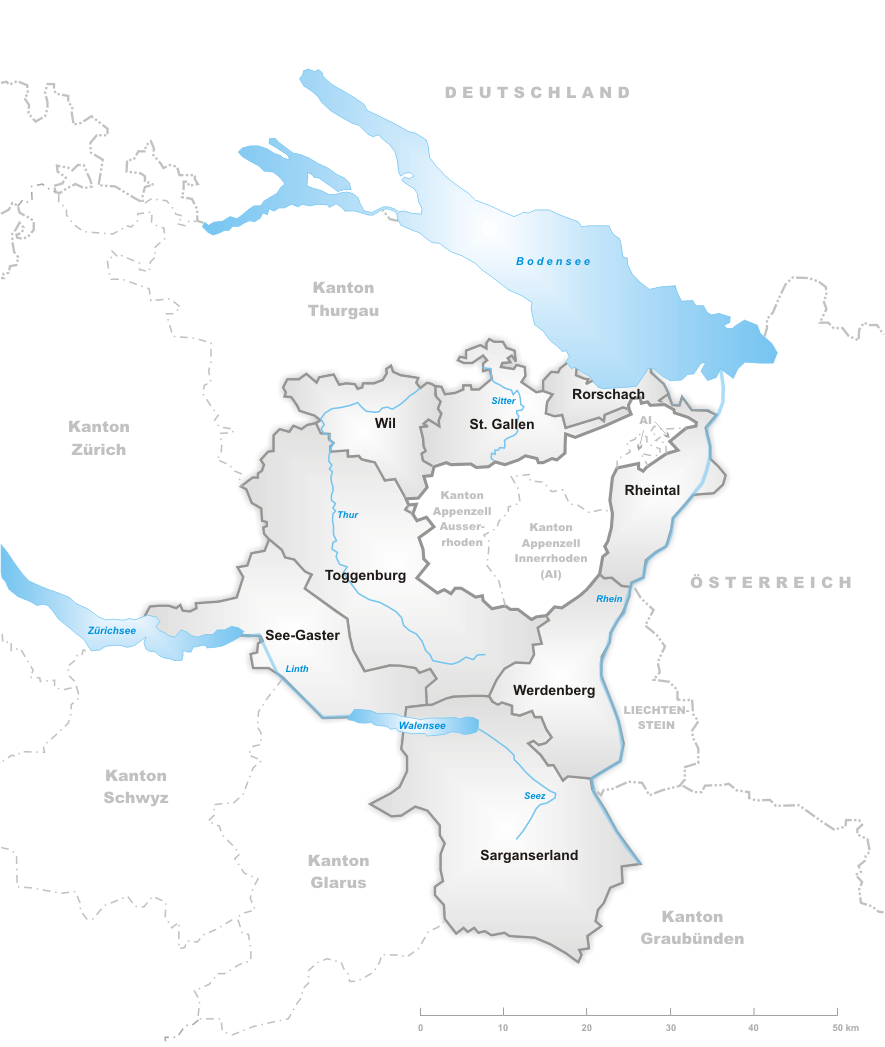
Адміністративний поділ кантону

У кантоні Санкт-Галлен адміністративні округи відсутні, проте він поділяється на вісім виборчих округів:
- Верденберг
- Віль
- Зарганзерланд
- Зее-Гастер
- Райнталь
- Роршах
- Санкт-Галлен
- Тоггенбург